# Ramo asintotico delle giganti

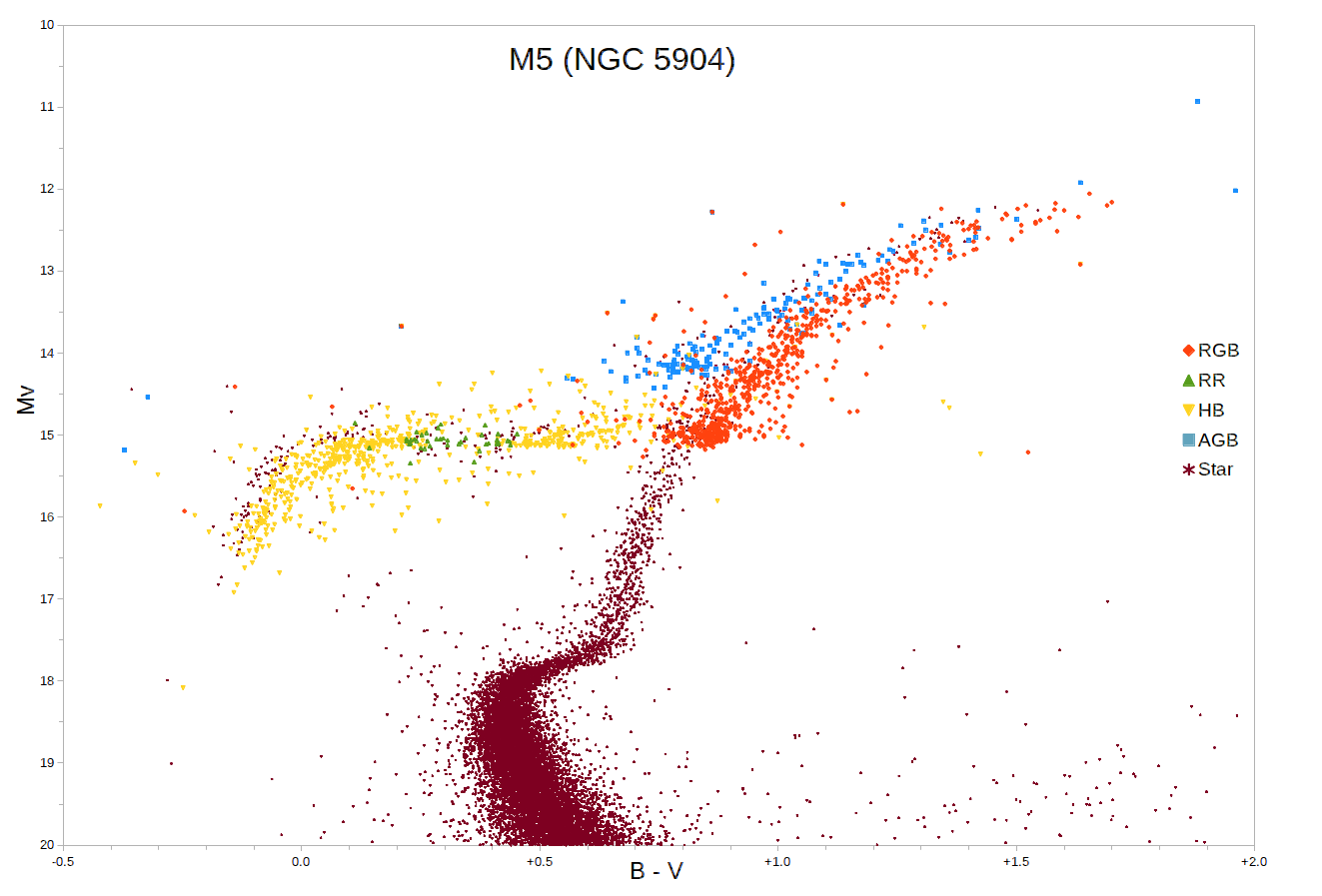
Il diagramma H-R dell'ammasso globulare M5 con le stelle appartenenti al ramo asintotico delle giganti marcate in blu e alcune delle più luminose stelle appartenenti al ramo delle giganti rosse marcate in rosso.

Il ramo asintotico delle giganti rosse (in inglese asymptotic giant branch (AGB)) è una regione del diagramma H-R popolata da giganti rosse: stelle evolute, luminose e fredde. Hanno massa piccola e intermedia (0,6-10 M☉) giunte a uno stadio avanzato della loro evoluzione.
Le stelle del ramo asintotico appaiono come delle brillanti giganti rosse aventi luminosità migliaia di volte quella del Sole. La loro struttura interna è caratterizzata dalla presenza di un nucleo inerte di carbonio e ossigeno, circondato da un guscio di elio che fonde in carbonio, a sua volta circondato da un guscio più esterno di idrogeno che fonde in elio. Un inviluppo esterno formato per lo più da idrogeno avvolge i gusci in cui avvengono le reazioni nucleari.

## Evoluzione stellare

Una stella simile al Sole si muove verso l'AGB a partire dal ramo orizzontale dopo l'esaurimento del nucleo di elio.

Una stella della massa di si muove verso l'AGB dopo il blue loop, all'esaurimento dell'elio nel suo nucleo

Quando una stella esaurisce la riserva di idrogeno nel suo nucleo, quest'ultimo si contrae e la sua temperatura cresce. Gli strati esterni della stella, invece, si espandono e si raffreddano. La stella diventa una gigante rossa, seguendo una traccia evolutiva verso l'angolo superiore destro del diagramma H-R. Quando la temperatura del nucleo raggiunge i 1×108 K, inizia il processo di fusione dell'elio, che porta a una diminuzione della luminosità della stella e a un aumento della sua temperatura superficiale, sicché l'astro si muove verso l'angolo inferiore sinistro del diagramma H-R. La stella entra così a far parte del ramo orizzontale, se di popolazione II, o del red clump, se di popolazione I. Se la stella ha una massa superiore a 2 M⊙ compie invece il cosiddetto blue loop (occhiello blu).
Dopo l'esaurimento dell'elio nel nucleo, la stella si muove nuovamente verso l'angolo superiore destro del diagramma, espandendosi, raffreddandosi negli strati superficiali e aumentando la propria luminosità. Il suo percorso è quasi allineato a quello compiuto durante l'ascesa lungo il ramo delle giganti rosse, da cui il nome ramo asintotico, sebbene la stella diventi più luminosa durante il suo viaggio lungo il ramo asintotico di quanto non lo diventi nel punto più alto del ramo delle giganti rosse. Le stelle che si trovano in questo stadio evolutivo vengono chiamate stelle del ramo asintotico delle giganti (o stelle AGB).

### Stadio E-AGB
L'evoluzione di una stella all'interno dell'AGB può essere distinta in due stadi. Nel primo stadio, chiamato E-AGB (dall'inglese Early Asymptotic Giant Branch), la principale fonte di energia è costituita dalla fusione dell'elio in carbonio ed ossigeno nel guscio che circonda il nucleo degenere. Ciò è dovuto al fatto che la stella conserva ancora grosse quantità di elio non consumate durante la permanenza nel ramo orizzontale. Sebbene in questo stadio la fusione dell'idrogeno in elio nel guscio superiore sia presente nelle stelle di massa inferiore a 4 M⊙, essa contribuisce in maniera minore alla produzione di energia rispetto alla fusione dell'elio. Nella fase E-AGB, in una stella di massa simile a quella del Sole, il nucleo degenere di carbonio ed elio costituisce circa la metà della massa della stella, ma occupa un volume molto piccolo, paragonabile a quello di una nana bianca. Il raggio di tale nucleo è quindi nell'ordine di qualche migliaio di km. I gusci di elio e idrogeno in cui avvengono le reazioni nucleari costituiscono circa il 5% della massa totale della stella e occupano anch'essi una frazione molto piccola del volume stellare. L'inviluppo della stella, costituito soprattutto da idrogeno, che avvolge i due gusci costituisce poco meno della metà della sua massa, ma occupa buona parte del suo volume.

Struttura interna di una stella nella fase AGB (non in scala)

Nella fase E-AGB il nucleo stellare aumenta gradualmente la sua temperatura. Questo causa un progressivo aumento della produzione di energia nei gusci attivi di elio e idrogeno e un conseguente aumento della luminosità della stella, che può arrivare a superare le 3000 L☉. D'altra parte l'inviluppo esterno ai gusci tende ad espandersi, a diminuire la propria densità e a raffreddarsi nei suoi strati superficiali (sotto i 3000 K). Il raggio stellare può raggiungere proporzioni ragguardevoli vicine all'unità astronomica (più di 200 R☉). La stella quindi si sposta verso l'angolo superiore destro del diagramma H-R percorrendo una traiettoria parallela a quella compiuta durante la fase di gigante rossa.
Per una stella della massa del Sole la durata tipica della fase E-AEG è circa 600000 anni, un tempo astronomicamente molto breve.

### Stadio TP-AGB
Consumandosi, il guscio di elio si assottiglia, producendo molta meno energia. Il guscio di idrogeno diventa quindi la principale fonte di energia della stella. A un certo punto il nucleo di elio interrompe del tutto la produzione di energia. Questo evento, che avviene quando la stella ha più o meno raggiunto la stessa luminosità delle stelle che sono giunte all'apice del ramo delle gigante rosse, segna la sua entrata nello stadio TP-AGB (abbreviazione di Thermally Pulsing Asymptotic Giant Branch). Periodicamente (ogni 10 000-100000 anni) il guscio di elio, alimentato dagli apporti derivanti dalla fusione del sovrastante guscio di idrogeno, si riaccende, producendo per qualche anno grandi quantità di energia. Questi eventi, chiamati pulsazioni termiche, sono simili al flash dell'elio che avviene all'inizio dell'entrata della stella nel ramo orizzontale e dipendono in parte dalla estrema sensibilità del ritmo di fusione dell'elio alle variazioni di temperatura (il ritmo di fusione è proporzionale a circa la quarantesima potenza della temperatura). Una simile produzione di energia causa la creazione di una zona convettiva fra i due gusci, che a sua volta espande e raffredda il guscio di idrogeno, interrompendone le reazioni nucleari. Quando il guscio di elio esaurisce nuovamente il suo combustibile, la zona convettiva si riduce, il guscio di idrogeno si riscalda nuovamente e si riaccende, producendo gran parte dell'energia della stella. Essa entra così nella fase di "intra-pulsazione", fino a quando l'elio accumulato nel guscio non diventa sufficiente a causare un altro flash e a far ricominciare il ciclo.
L'energia prodotta dal flash dell'elio raggiunge la superficie della stella dopo alcune centinaia di anni e produce un picco di luminosità superficiale di alcuni decimi di magnitudine, che dura centinaia di anni. Questi cambiamenti di luminosità non sono collegati con i cambiamenti di luminosità più ampi e aventi un periodo di decine o centinaia di giorni, comuni in questi tipi di stelle (come, ad esempio, nelle variabili Mira).

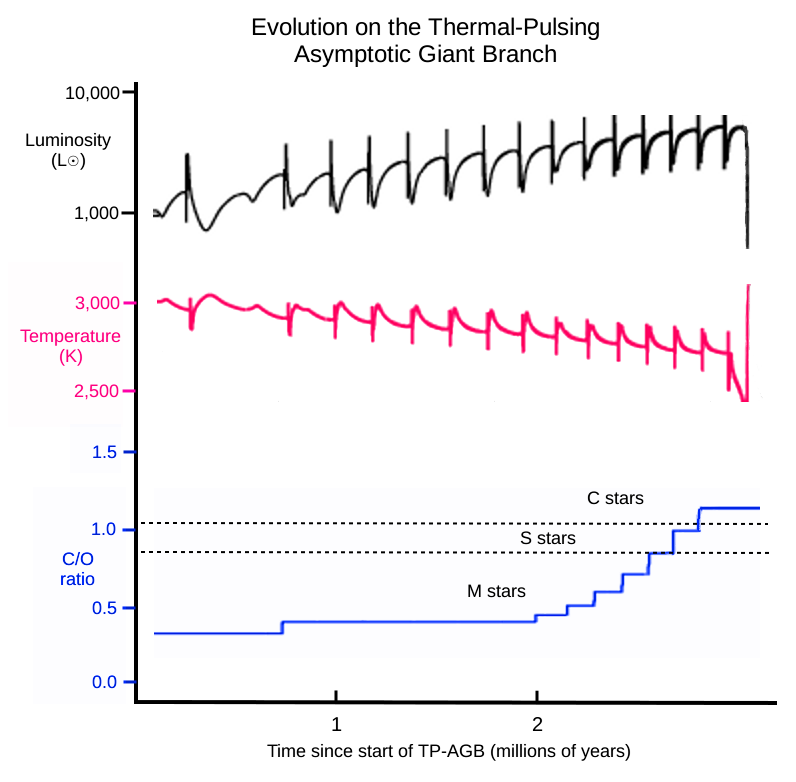
Evoluzione di una stella di nella fase TP-AGB

In una stella della massa del Sole la fase TP-AGB dura circa un milione di anni.

### Dragaggio
Durante la AGB si verificano episodi di dragaggio, cioè di rimescolamento di prodotti della fusione nucleare negli strati superficiali della stella. Questi episodi portano alla formazione delle stelle al carbonio nelle quali si riscontra una sovrabbondanza di carbonio.  Se nelle stelle di sequenza principale e in quelle del ramo delle giganti rosse, solitamente l'ossigeno è predominante rispetto al carbonio, in queste stelle avviene il contrario, e la combinazione dei due elementi porta alla produzione di gas, come il monossido di carbonio, che consuma tutto l'ossigeno presente, lasciando il carbonio libero di combinarsi in altri composti carboniosi.
Di solito, si distinguono tre episodi di dragaggio. Il primo si verifica durante la permanenza della stella nel ramo delle gigante rosse. Il secondo si verifica nella fase E-AGB, ma solo per le stelle con massa superiore a 4 M⊙. In tali stelle, inizialmente il guscio di elio produce grandi quantità di energia che lo fanno espandere e raffreddare, causando l'estinzione del sovrastante guscio attivo di idrogeno. Di fatto, questo oblitera la distinzione fra il guscio di idrogeno e l'inviluppo convettivo, permettendo ai moti convettivi di penetrare quasi fino al guscio di elio e di portare in superficie i prodotti del ciclo CNO, in particolare 14N.
Il terzo dragaggio (chiamato così anche se il secondo non è avvenuto) si verifica durante la fase TP-AGB. Si tratta in realtà di diversi episodi e non di uno solo, che si verificano in corrispondenza degli impulsi termici. Come si è detto, in corrispondenza dell'impulso, il guscio di elio si espande e causa l'estinzione del guscio di idrogeno, permettendo alla zona convettiva di raggiungere i margini della zona in cui l'elio fonde. Poiché gli impulsi termici si ripetono e poiché, dopo il primo, diventano più intensi, essi sono in generale più efficaci nel trasportare i materiali prodotti nel nucleo in superficie, in particolare 12C.
Il terzo dragaggio assume caratteristiche differenti per le stelle con massa superiore a 5 M⊙. Esse sviluppano temperature del nucleo tali da innescare la fusione dell'idrogeno alla base dell'inviluppo convettivo durante gli impulsi termici.  Questo fenomeno è chiamato in inglese Hot Burning Bottom (HBB), letteralmente fondo caldo che brucia. Questo ha due conseguenze: 1) un incremento della luminosità superficiale, che rompe la relazione massa del nucleo-luminosità 2) l'affiorare in superficie di altri materiali, diversi da quelli osservabili nelle stelle di massa inferiore. Si tratta essenzialmente dei materiali prodotti dalla fusione dell'idrogeno che si avvicina al nucleo trasportato dai moti convettivi. In particolare si tratta in particolare di 14N ma anche di 7Li, 23Na, 25,26Mg. L'effetto è che durante la fase finale di TP-AGB la stella non diviene una stella al carbonio, ma una stella in cui è l'azoto a dominare nella sua superficie stellare.

### Perdite di massa
Le perdite di massa sotto forma di vento stellare, di solito moderate durante la fase di gigante rossa e durante il ramo orizzontale, si fanno ingenti durante la fase AGB. Le stelle di questo tipo sono tipicamente variabili a lungo periodo, che producono intensi venti stellari. Gli impulsi termici si traducono in perdite di massa ancora più elevate che possono produrre gusci di materiale in espansione nello spazio circumstellare.
Il meccanismo che produce tali perdite di massa non è ancora del tutto chiaro, ma a grandi linee avviene nel modo seguente. Le stelle AGB sono solitamente variabili a lungo periodo (tipo variabile Mira) che vanno incontro a importanti pulsazioni radiali. Tali pulsazioni da un lato espandono notevolmente il raggio della stella, d'altro inducono degli shock nell'atmosfera stellare che aumentano la sua densità. Alla distanza di 1,5-2 R☉ dal centro della stella, la temperatura è abbastanza bassa (~1500 k) perché un tale aumento di densità causi la formazione di grani solidi di polvere. Questi sono molto opachi e quindi vengono accelerati dall'elevata pressione di radiazione dovuta alla grande luminosità della stella. Anche se i grani di polvere costituiscono solo l'1% del gas che costituisce l'atmosfera stellare, formata soprattutto da molecole di idrogeno (H2), il loro moto è sufficiente a trasportare con sé grandi quantità di gas che viene quindi strappato dall'atmosfera della stella.
Le perdite di massa più ingenti avvengono durante le ultime fasi dell'evoluzione delle stelle AGB, nella quale possono raggiungere tassi nell'ordine di 1×10−5 M⊙-1×10−4 M⊙ all'anno, tanto che una stella arrivare a perdere fino al 50-70% della sua massa durante la fase AGB.
Le ingenti perdite di massa a cui le stelle AGB vanno incontro finiscono per rimuovere quasi tutto l'inviluppo che circonda il nucleo e sono quindi responsabili del passaggio della stella alla fase evolutiva successiva, quella di nebulosa protoplanetaria, nella quale essa si sposta orizzontalmente lungo il diagramma H-R perché la rimozione progressiva dell'inviluppo scopre strati sempre più caldi. Alla fine, la rimozione di buona parte dell'inviluppo di idrogeno porterà la stella a diventare una nana bianca.
Le perdite di massa durante la fase AGB sono anche la principale causa, assieme ai dredge-up, del mancato innesco del nucleo di carbonio nelle stelle di massa inferiore a 8 M⊙. Sarebbe sufficiente per queste stelle produrre un nucleo di carbonio avente una massa superiore a quella del limite di Chandrasekhar (circa 1,4 M⊙) perché questo collassi. Ma nonostante la massa di una stella di 8 M⊙ sia molto più elevata di questo limite, essa perde così tanta massa a causa del vento stellare che questo limite non viene mai raggiunto.

### Processo s
Le stelle AGB sono, assieme alle supernovae, la principale fonte di elementi più pesanti del ferro dell'universo. Si stima che forniscano la metà di tali elementi. Mentre nelle supernovae la produzione degli elementi pesanti avviene in pochi secondi mediante il processo r di cattura neutronica, nelle stelle AGB esso avviene molto più lentamente mediante il processo s.
Il processo s richiede una fonte di neutroni liberi che possano venire catturati dagli atomi di ferro. Si ritiene che tale fonte si debba al seguente fenomeno: durante gli impulsi termici, il guscio attivo di elio si espande notevolmente, portando con sé i prodotti della sua fusione, tra cui il 12C. Parte di questo materiale si mischia con il guscio di idrogeno soprastante. Il 12C presente in questa zona si fonde con i nuclei di idrogeno per formare 13N, il quale decade per decadimento β in 13C. Quando le reazioni nel guscio di elio si estinguono ed esso si contrae, parte del 13C rimane nella zona che separa i due gusci, formando una "tasca" ricca di tale materiale. Quando il successivo impulso termico investe la tasca, il carbonio si fonde con i nuclei di elio mediante la seguente reazione:
13C + 4He → 16O + n

Si ha quindi un rilascio di neutroni, che innescano il processo s. Tale processo consiste nella cattura di uno o più neutroni da parte di un atomo di ferro e nel successivo decadimento β− di tale atomo. Il decadimento trasforma uno dei neutroni dell'atomo in un protone facendo salire di uno il numero atomico dello stesso. L'atomo a questo punto cattura un altro neutrone e il ciclo si ripete fino alla creazione di atomi di bismuto. 
Al successivo dredge-up, parte degli atomi pesanti creati dal processo s nella zona fra i due gusci viene portata in superficie e poi si disperde nello spazio interstellare a causa della rimozione dell'inviluppo che circonda il nucleo stellare, andando ad arricchire di elementi pesanti il mezzo interstellare da cui nasceranno nuove stelle.

## Involucro circumstellare delle stelle AGB

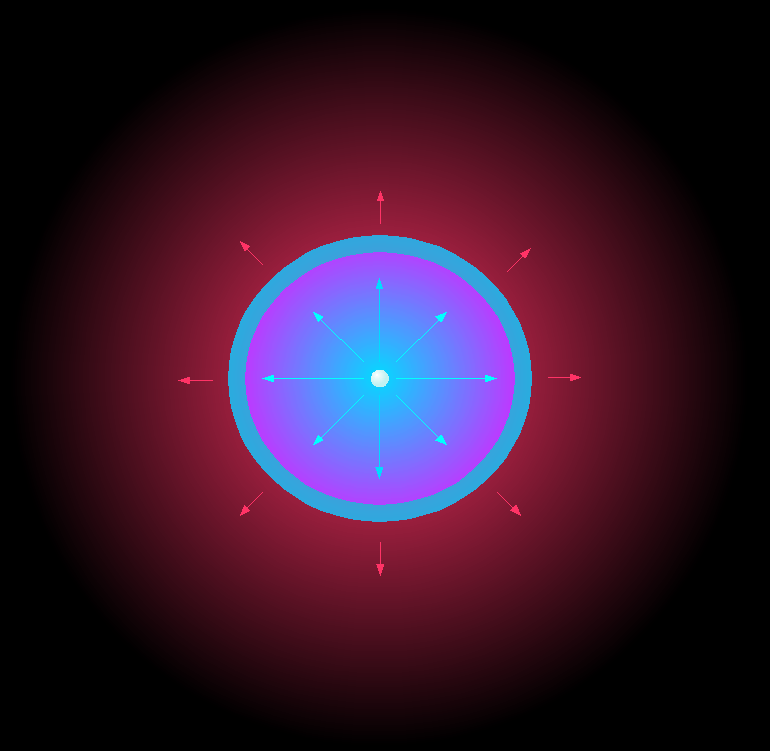
Formazione di una nebulosa planetaria alla fine della fase AGB

L'ingente perdita di massa delle stelle AGB produce un esteso involucro circumstellare. Dato un tempo di permanenza medio di un milione di anni nella fase AGB e una velocità di espansione dei gas di 10 km/s, il raggio massimo dell'involucro si può calcolare nell'ordine dei 30 al, visto che il materiale proveniente dalla stella comincia a mischiarsi con il mezzo interstellare a una distanza molto grande. Le dinamiche più rilevanti che interessano il gas espulso avvengono nelle vicinanze della stella, dove il gas viene accelerato e il tasso di perdita di massa della stella determinato. Tuttavia dal punto di vista chimico, avvengono interessanti processi anche a grande distanza dalla stella. Questi ultimi processi, dato il grande volume in cui avvengono e la maggiore profondità ottica, sono più facilmente osservabili.
La temperatura dell'involucro è determinata dalle proprietà del gas e della polvere che circonda la stella e dalle loro dinamiche, ma tendenzialmente scende all'aumentare dalla distanza dalla fotosfera stellare, che ha di solito una temperatura di 2000-3000 K. A una certa distanza dalla stella, essa è sufficientemente bassa da permettere la formazione dei grani di polvere. Tali grani assorbono e diffondono i fotoni provenienti dalla stella sicché la loro quantità di moto è trasferita dalla radiazione alla polvere. A loro volta i grani di polvere trasferiscono la loro quantità di moto al gas per frizione. Sono molteplici i fattori che rendono questo processo più efficiente: i grani di dimensioni maggiori sono spinti con maggiore forza attraverso il gas rispetto a quelli di dimensioni minori; la bassa metallicità porta alla formazione di un numero minore di grani e quindi a una minore accelerazione del gas; lo stesso accade in presenza di densità minori. Viceversa, una maggiore luminosità della stella, e quindi una maggiore radiazione, renderà il processo maggiormente efficiente. Data la dipendenza dell'efficienza del processo dalla luminosità della stella e dato che le stelle AGB sono variabili Mira nell'ultimo periodo della loro evoluzione, è frequente la formazione nell'involucro interstellare di anelli di materiale più denso, alternati ad anelli meno densi.
La composizione chimica dei grani è determinata dalla abbondanze degli elementi nell'atmosfera stellare. Se è l'ossigeno a prevalere, allora il carbonio rimane confinato nelle molecole di CO, che non partecipano alla formazione dei grani di polvere. In questo caso, i grani saranno formati principalmente da Al, Fe, Si, Mg e O, che sono gli elementi che compongono i silicati. Viceversa, se è il carbonio a prevalere, esso non rimane confinato nelle molecole di CO e quindi può concorrere alla formazione dei grani, che in tal caso saranno per lo più composti da carbonio amorfo o da composti carboniosi.
Le particolari condizioni in cui si trovano gli inviluppi circumstellari, caratterizzati dagli shock dovuti all'intensa radiazione e alla collisione fra atomi e molecole, producono le inversioni di popolazione atte alla formazione di maser. Le molecole all'origine dei maser sono SIO, H2O, HO, HCN e SiS Nelle stelle ancora ricche di ossigeno sono i maser SiO, H2O e OH a prevalere. Esempi di stelle AGB in cui prevalgono i maser di questo tipo sono R Cassiopeiae e U Orionis, mentre i maser HCN e SiS sono più comuni nelle stelle al carbonio come IRC +10216. I maser sono invece poco comuni nelle stelle di classe S, ossia nella classe che rappresenta uno stadio intermedio fra le stelle ancora ricche di ossigeno e quelle al carbonio.

## Impulso termico tardivo
Circa un quarto delle stelle post-AGB va incontro a quella che può essere definita una "nuova nascita". Quando, a causa dell'imponente perdita di massa nell'ultima fase dell'evoluzione AGB, l'involucro di idrogeno si assottiglia riducendosi sotto la massa critica di 1×10−3 M⊙, esso mette sempre più a nudo il sottostante guscio di elio. Essendo questo più caldo, la temperatura superficiale della stella aumenta. La stella percorre quindi orizzontalmente il diagramma H-R spostandosi verso sinistra, nell'area delle stelle blu. Questa fase è tuttavia molto breve perché l'ulteriore assottigliamento dello strato superficiale di idrogeno causa il suo spegnimento. Non più alimentata dalle reazioni nucleari, la stella comincia a raffreddarsi e a percorrere verticalmente verso il basso il diagramma H-R nella direzione della zona delle nane bianche.
In molti casi, si assiste a una improvvisa riaccensione del guscio di elio quando la stella ha raggiunto la zona blu del diagramma H-R o addirittura quando si sta avvicinando alla zona delle nane bianche. Nel primo caso si parla di "impulso termico tardivo" (in inglese: late thermal pulse), nel secondo caso di "impulso termico ultratardivo" (in inglese: very late thermal pulse). L'impulso termico in entrambi i casi fa risalire l'elio in superficie e mischia idrogeno residuo con il sottostante guscio di elio. L'idrogeno viene consumato mediante processi di cattura protonica da parte degli atomi di carbonio. Inizialmente, l'impulso fa impennare sia la luminosità che la temperatura superficiale della stella, che può raggiungere i 50.000 K. In questa fase, molto breve, l'astro, avendo una atmosfera ad alta temperatura, carente di idrogeno e ricca di elio, ed essendo circondato dai gas espulsi durante la fase AGB-TP, presenta uno spettro simile a quello delle stelle di Wolf-Rayet.
Tuttavia, nell'arco di poche decine di anni, la stella espande notevolmente il suo raggio e, di conseguenza, la sua temperatura superficiale diminuisce in modo considerevole, tanto da ritornare nella zona del diagramma H-R popolata dalle stelle AGB. Quando, dopo un periodo calcolabile in qualche centinaio o qualche migliaio di anni, l'impulso si esaurisce, la stella si dirige definitivamente verso la zona delle nane bianche.
Si ritiene che stelle come l'Oggetto di Sakurai o FG Sagittae stiano attraversando questa fase.

## Stelle super-AGB
Le stelle AGB più massicce presentano proprietà interessanti, tanto da essere classificate a parte come stelle super-AGB. Esse hanno masse iniziali comprese fra ≈8 M☉ e ≈10 M☉. Il limite inferiore è dato dalla massa sotto la quale non si verifica la fusione del carbonio in magnesio, neon e ossigeno e altri elementi pesanti nelle ultime fasi dell'evoluzione stellare. Le stelle con massa di 8-10 M☉ fondono invece il carbonio e sviluppano un nucleo degenere di magnesio, neon e ossigeno. Il limite superiore è invece rappresentato dalle stelle abbastanza massicce da iniziare a fondere l'ossigeno in condizioni non ancora degeneri. Tale processo porta alla fine alla creazione di un nucleo di ferro e al suo collasso.
Nelle stelle super-AGB il secondo dredge-up è più efficiente rispetto alle AGB meno massicce perché la zona convettiva penetra più a fondo, all'interno del guscio di elio, e "corrode" parzialmente il nucleo stellare portando in superficie grandi quantità di 12C, 16O e 18O. L'efficienza del secondo dredge-up causa la diminuzione della massa totale del nucleo, che rimanendo così sotto il limite di Chandrasekhar, non collassa. Nello stadio TP-AGB invece le stelle super-AGB sperimentano impulsi termici più frequenti (ogni 10-1000 anni), ma meno intensi di quelli che si osservano nelle stelle AGB meno massicce. Ciò è dovuto al fatto che, avendo il nucleo delle stelle super-AGB temperature più elevate (350-430 milioni di K), il guscio di elio si forma più velocemente e si accende in tempi più rapidi rispetto a quanto accade nelle stelle con massa minore. Di conseguenza, il terzo dredge-up è meno efficiente che nelle stelle meno massicce.
Il destino finale delle stelle super-AGB è incerto: esse possono terminare la loro esistenza in supernovae a cattura elettronica oppure terminare come nane bianche all'ossigeno, neon e magnesio. In breve, il meccanismo di innesco delle supernovae a cattura elettronica è il seguente: il nucleo degenere di ossigeno, neon e magnesio è sostenuto dalla pressione degli elettroni degeneri. A densità sufficientemente alte (4×1012 kg/m³), i protoni degli atomi di magnesio catturano un elettrone, trasformandosi in neutroni ed emettendo un neutrino. Questo produce una diminuzione della pressione degli elettroni degeneri che non sono più in grado di fermare il collasso del nucleo. Quale dei due canali evolutivi (supernova oppure nana bianca) la stella super-AGB seguirà dipende da una molteplicità di fattori, che non sono ancora del tutto chiari. La probabilità che una stella AGB concluda la propria esistenza in una supernova piuttosto che in una nana bianca aumenta con la massa stellare iniziale, diminuisce nelle stelle ad alta metallicità e nelle stelle in cui il terzo dredge-up è più efficiente e quindi sottrae massa al nucleo stellare, impedendogli di raggiungere le condizioni di densità tali da innescare il collasso. Inoltre, diminuisce nelle stelle in cui il vento stellare è particolarmente intenso e produce perdite di massa considerevoli durante la fase TP-AGB: se la perdita di massa è elevata, la crescita del nucleo non sarà sufficiente a innescare il collasso.
Le stelle super-AGB sono oggetti molto luminosi, con superfici stellari fredde (2500-4000 K) e di dimensioni imponenti (1000 R☉). Ciò le rende quasi indistinguibili dalle poco più massicce supergiganti rosse e ciò complica notevolmente il loro studio.